# 東華三院曾憲備小學
東華三院曾憲備小學（英語：T.W.G.Hs Tseng Hin Pei Primary School）是一所位於香港北區的津貼小學，於2021年創立，並於同年9月正式開課。

## 歷史
為配合皇后山軍營公營房屋項目（即皇后山邨及山麗苑）於2022年入伙，政府於2017年初推出兩間毗鄰皇后山邨的擬建小學（包括此校在內），各自均設有30班。至同年9月，此校所在的用地正式批予東華三院。
到了2018年尾，此校連同毗鄰另一座小學校舍建校計劃，正式交付立法會表決，並於翌年年初動工，預計2021年9月完工啟用。但是，此校直至2021年1月，仍未列入選校名冊，意味首批學生均需循轉校或轉網形式，申請入讀此校。
由於此校獲得「曾憲備慈善基金」捐助部分建校費用，因此已於2021年初冠名為「東華三院曾憲備小學」，而校舍平頂儀式於同年3月2日舉行。其後，校舍於同年6月23日完工並移交東華三院，再於8月12日獲准註冊，首屆招收小一、小三及小五轉校生。
2022年3月15日，此校舉行揭幕典禮，由校監暨曾憲備慈善基金代表曾慶業主持。

## 校舍
曾憲備小學校舍為一所後千禧校舍，佔地6,200平方米，設有30間課室及各種特別室。此校與毗鄰的救世軍中原慈善基金皇后山學校，均由周德年建築師事務所設計，並由聯力建築承建，已於2021年6月尾完工。

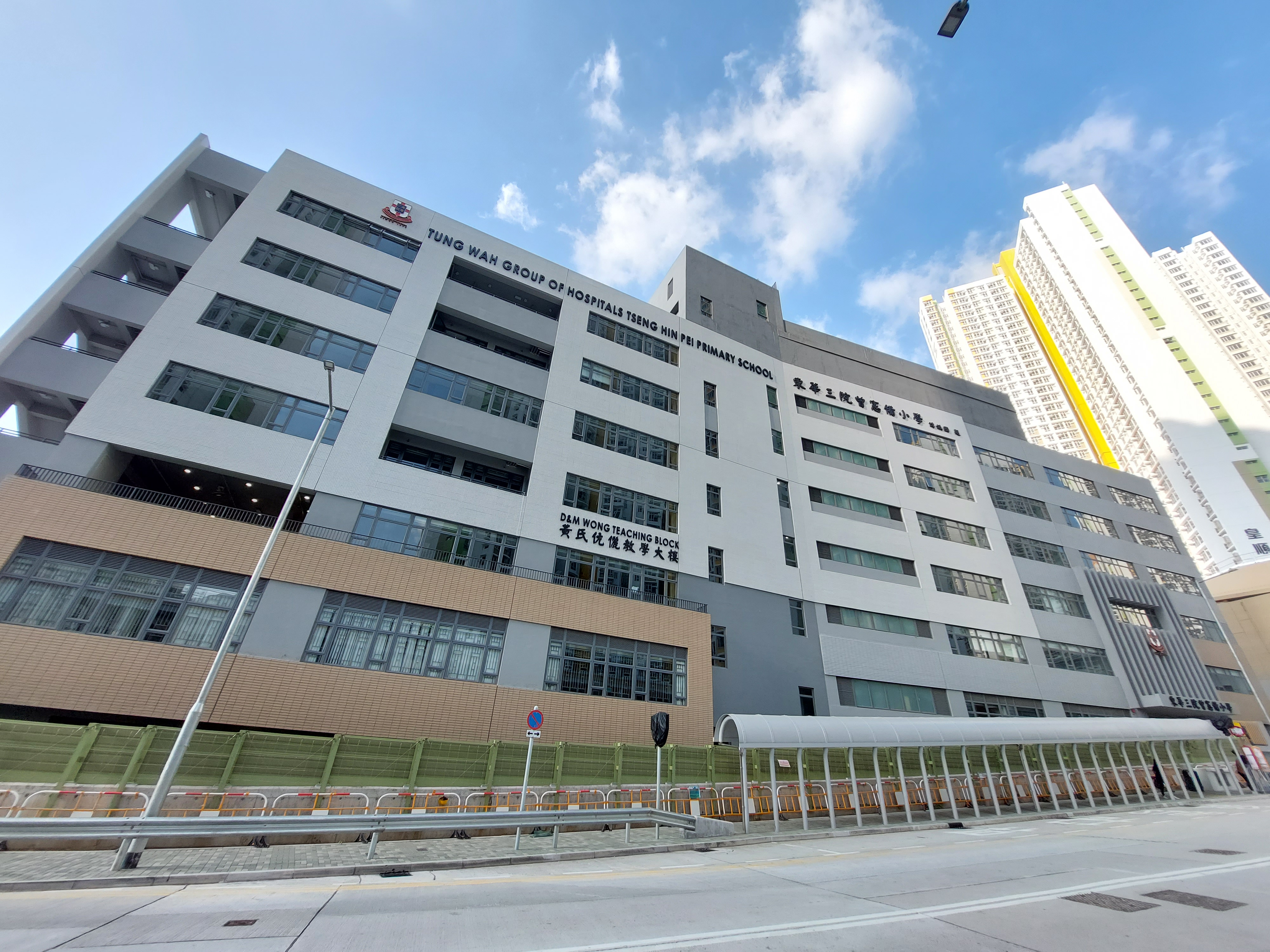
課室大樓
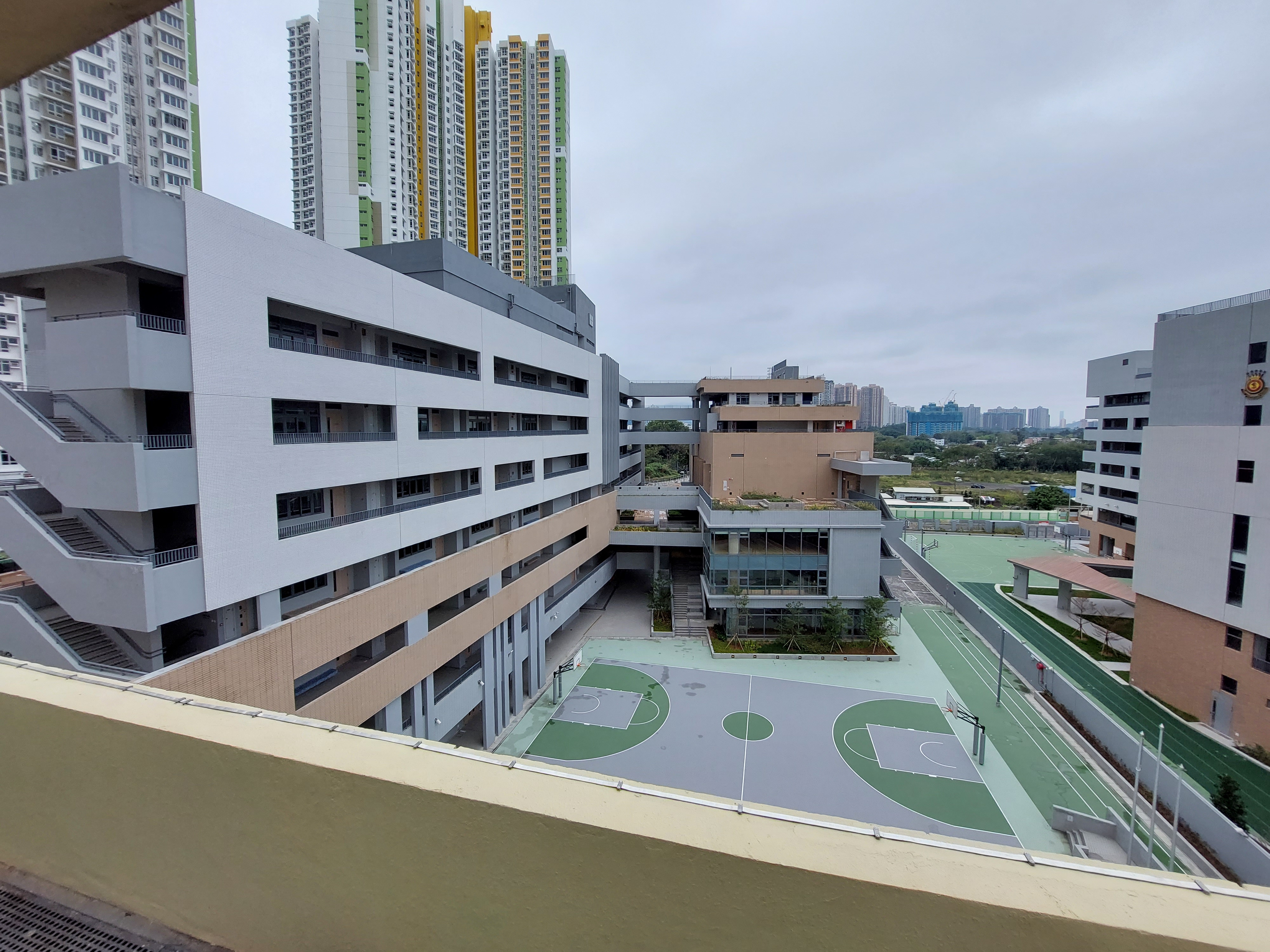
校舍整體及操場
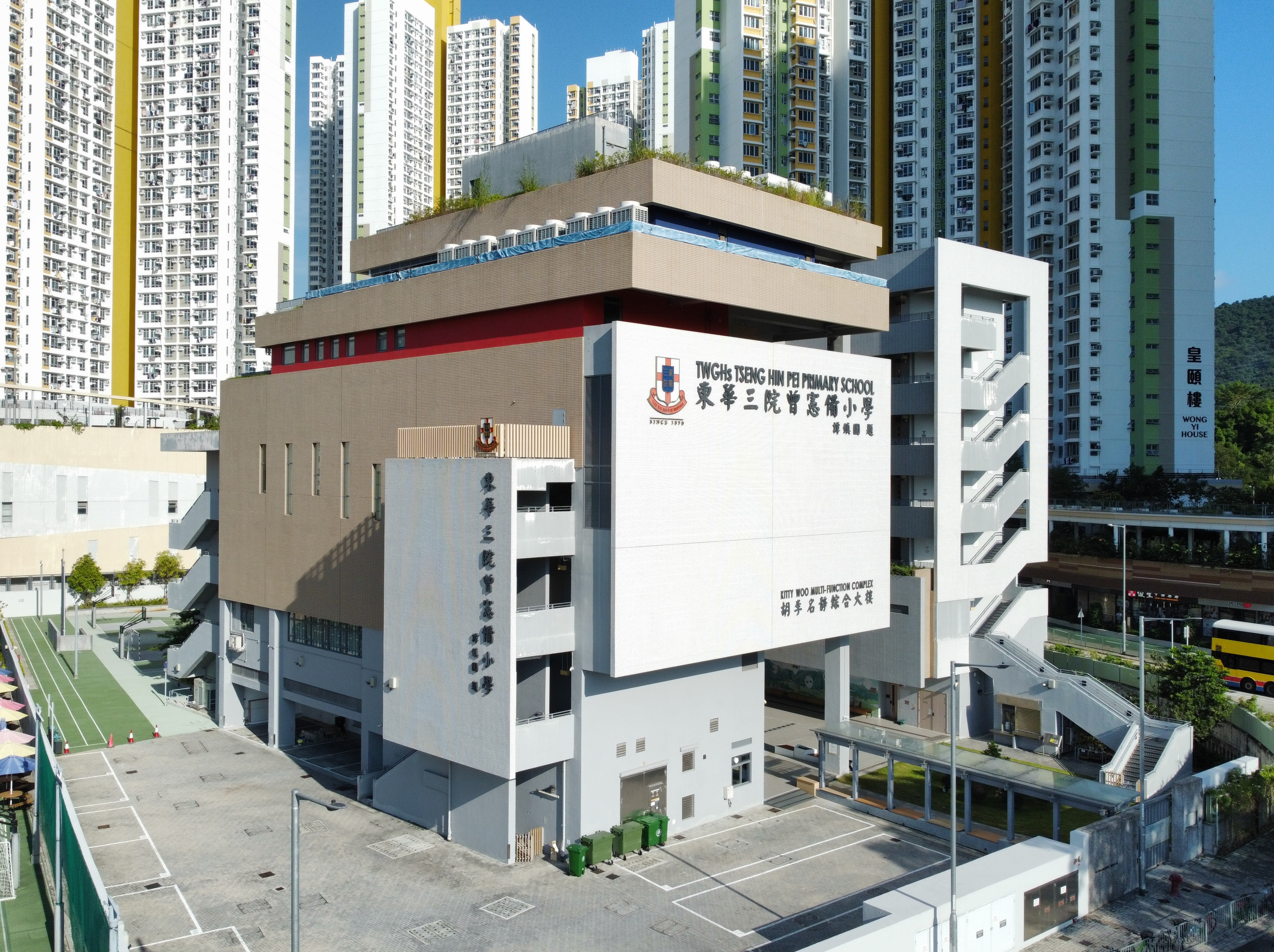
禮堂及特別室大樓

#### 校舍建設圖集

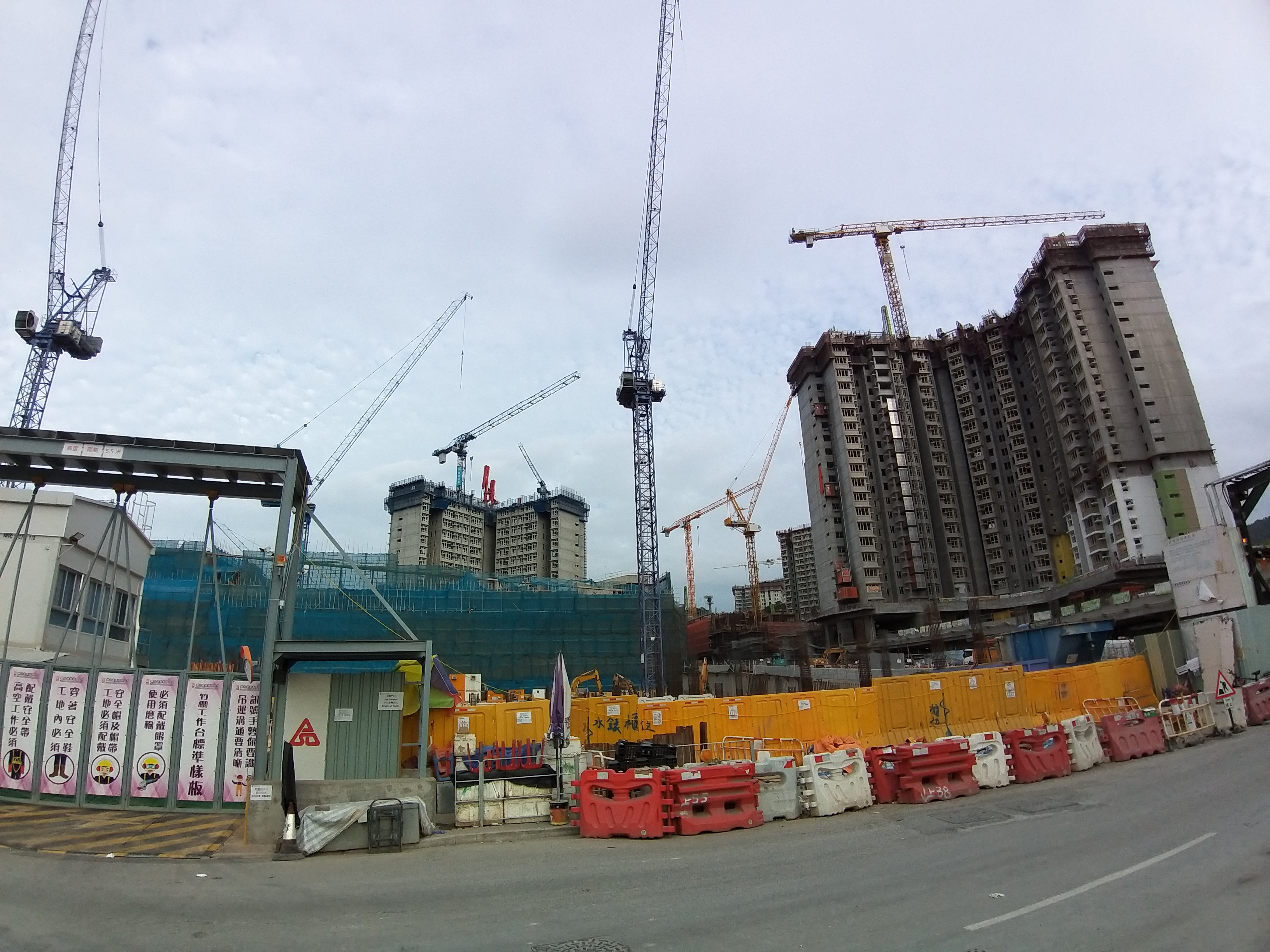
2020年1月
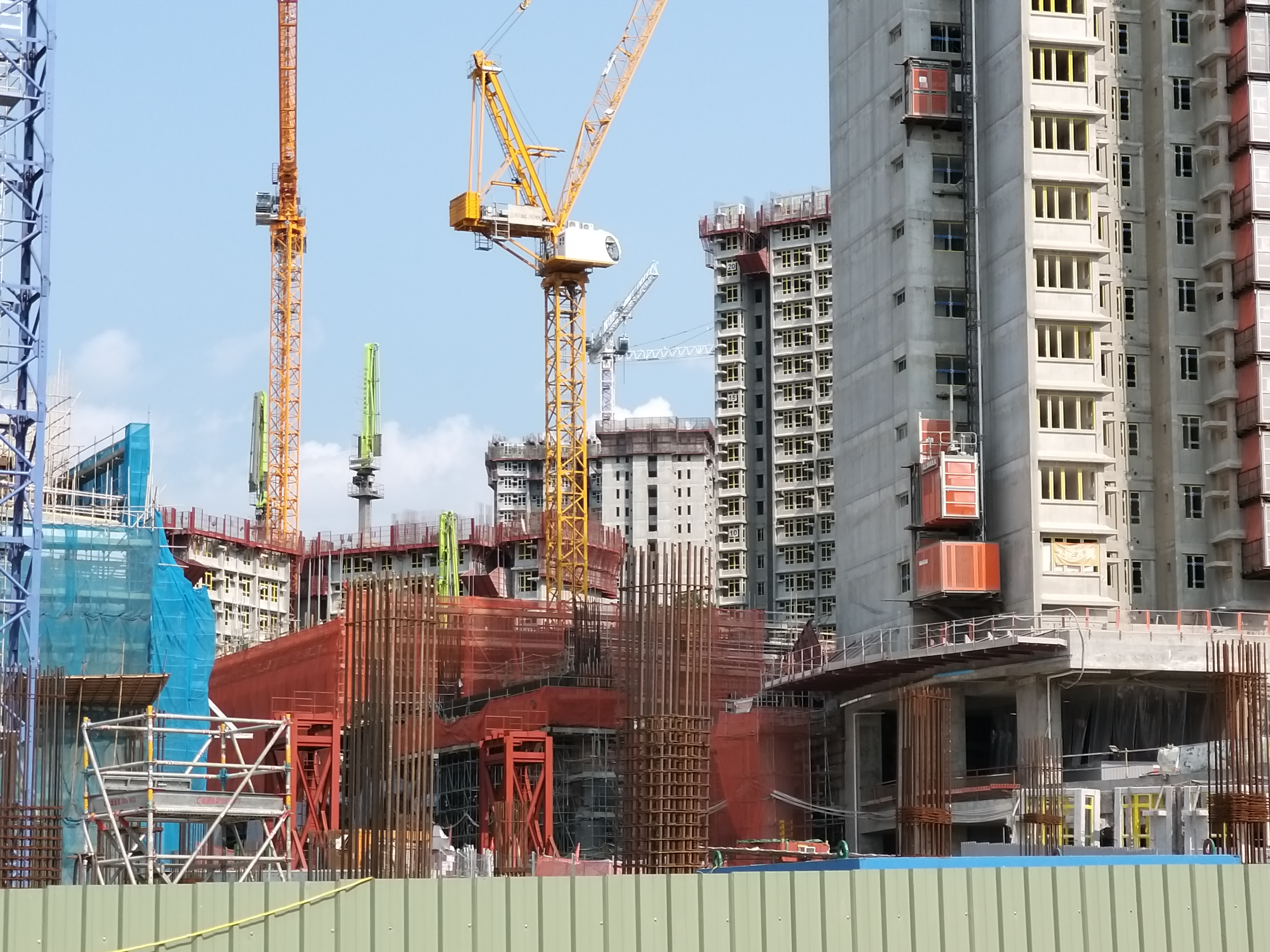
2020年3月
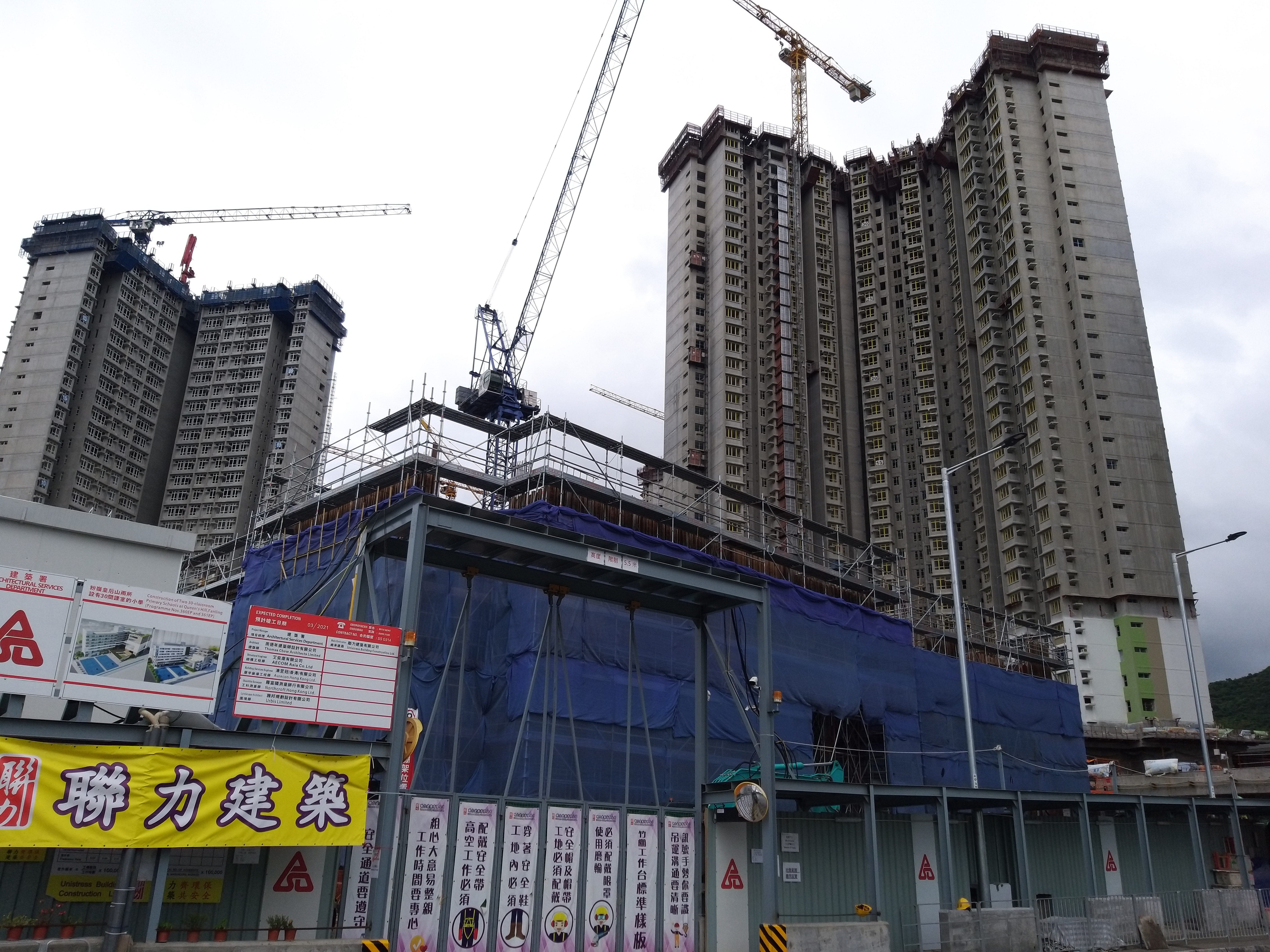
2020年6月
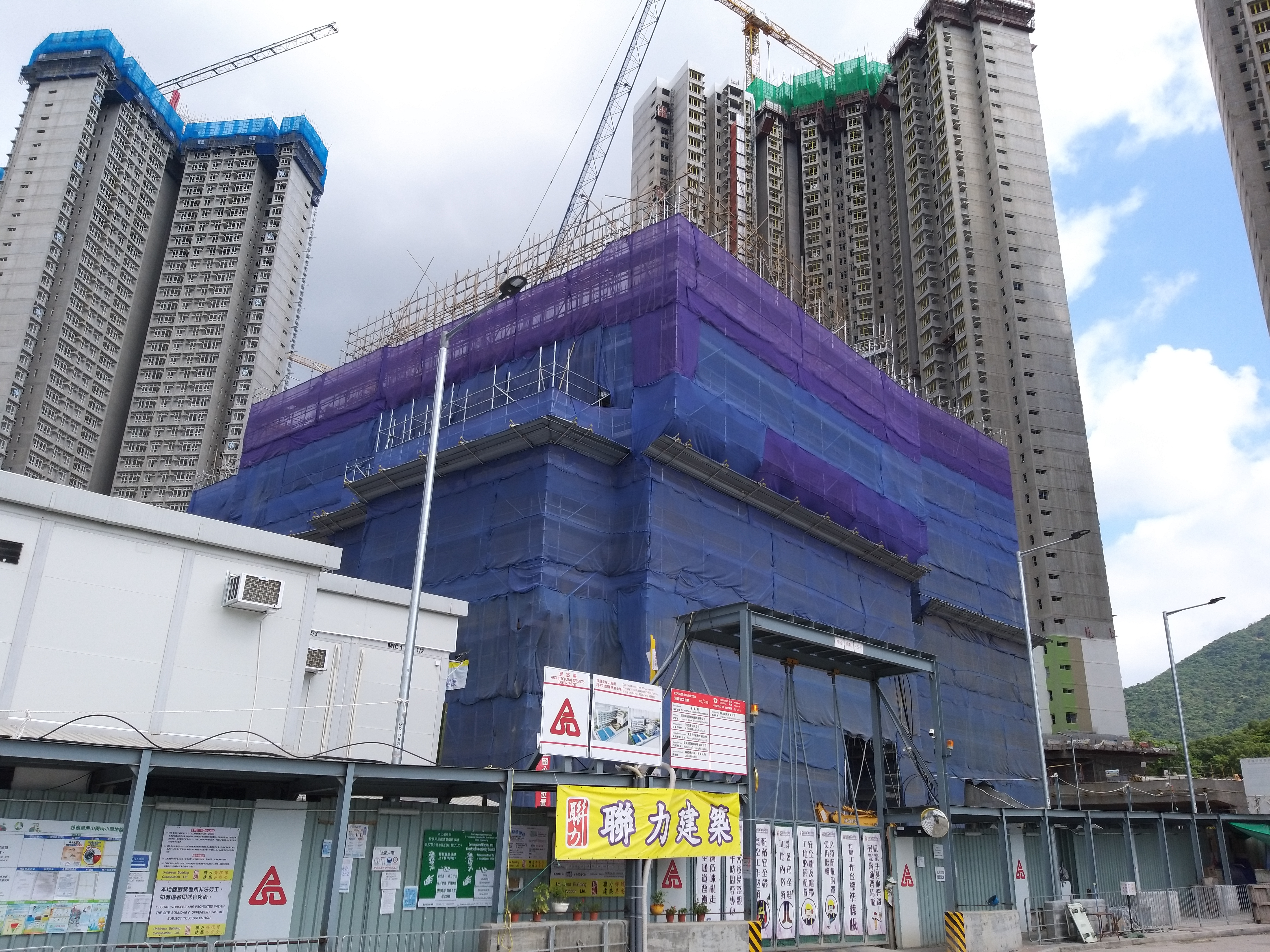
2020年9月
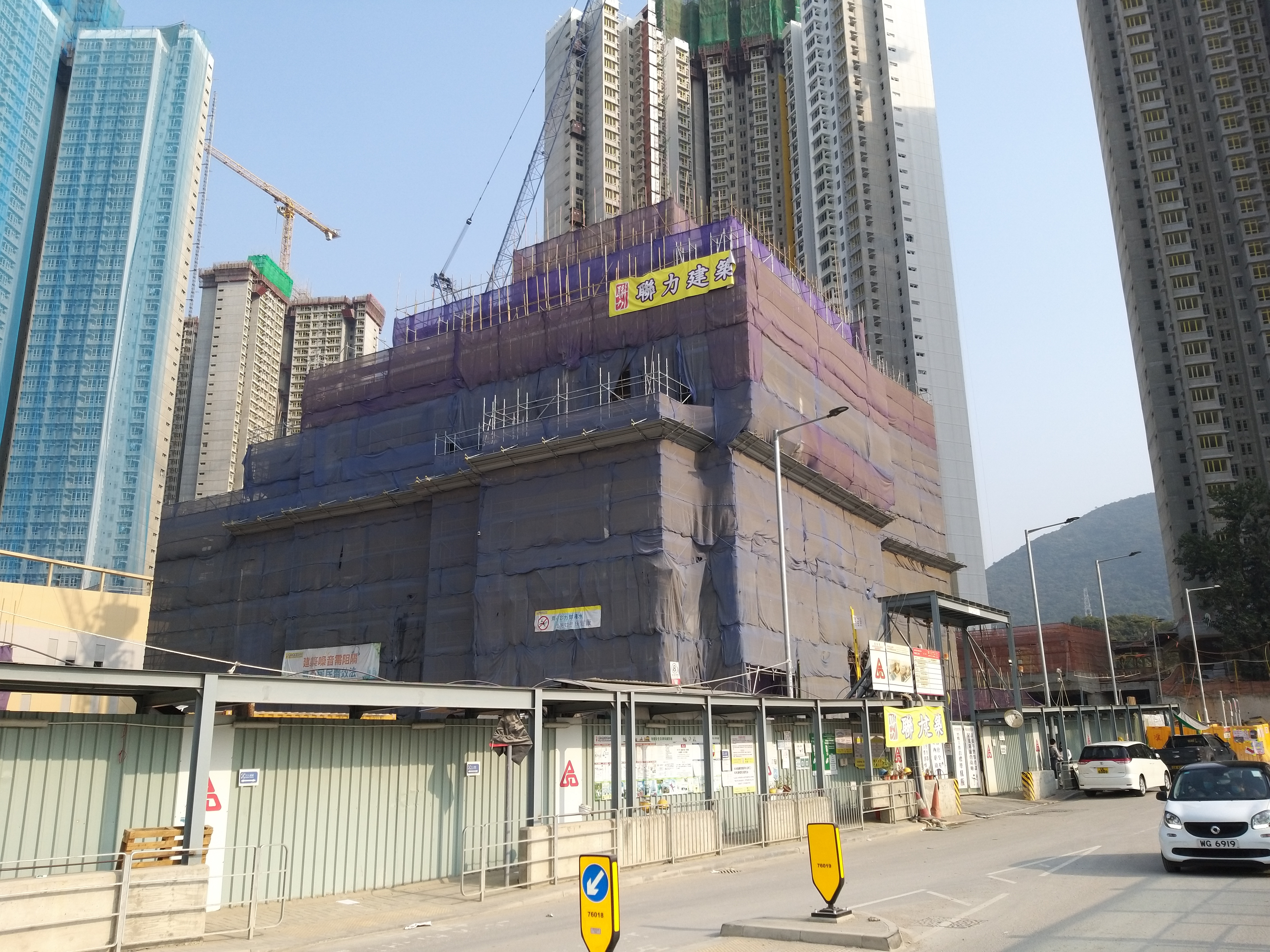
已封頂，2021年1月
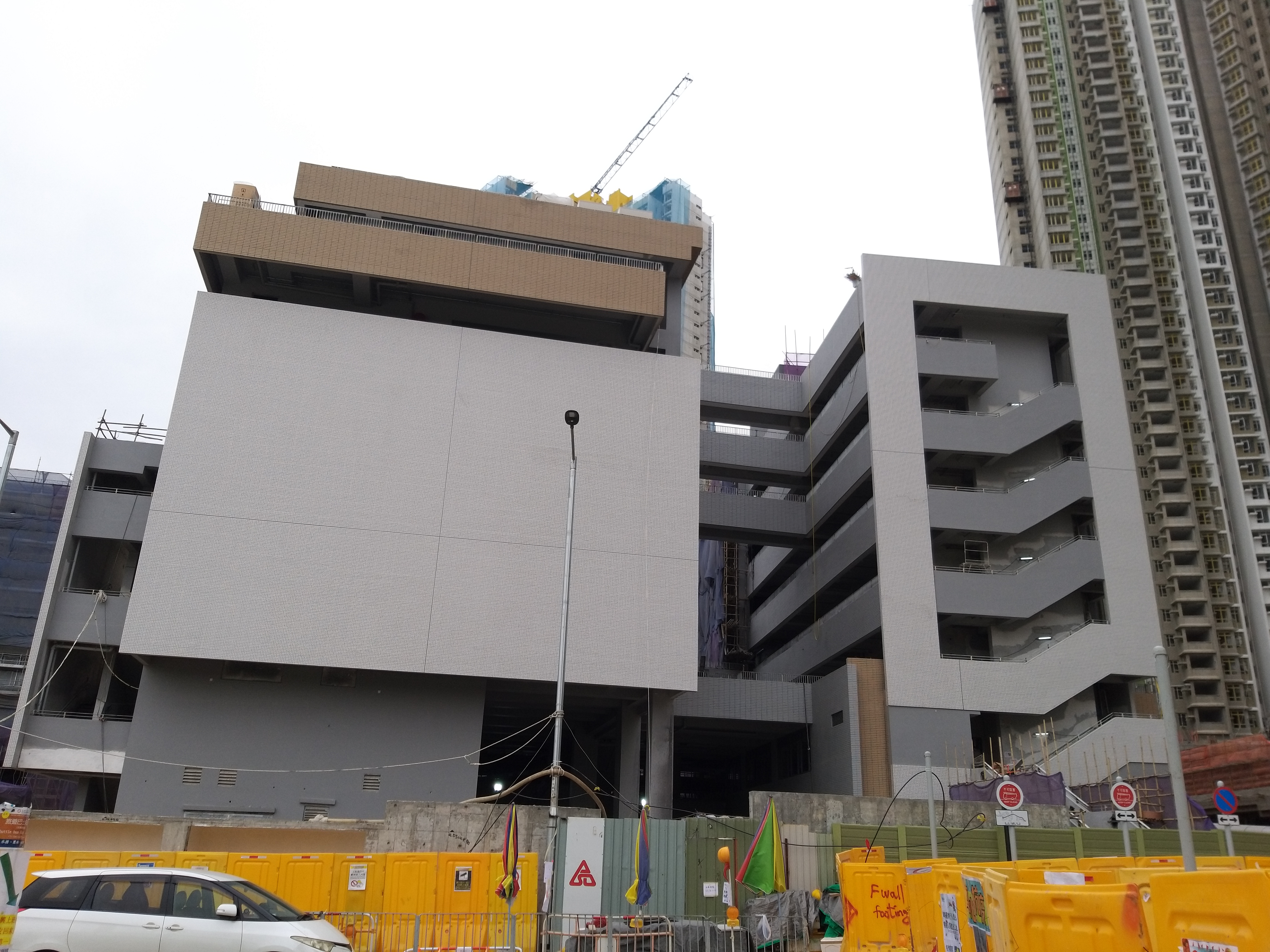
裝修中，2021年3月
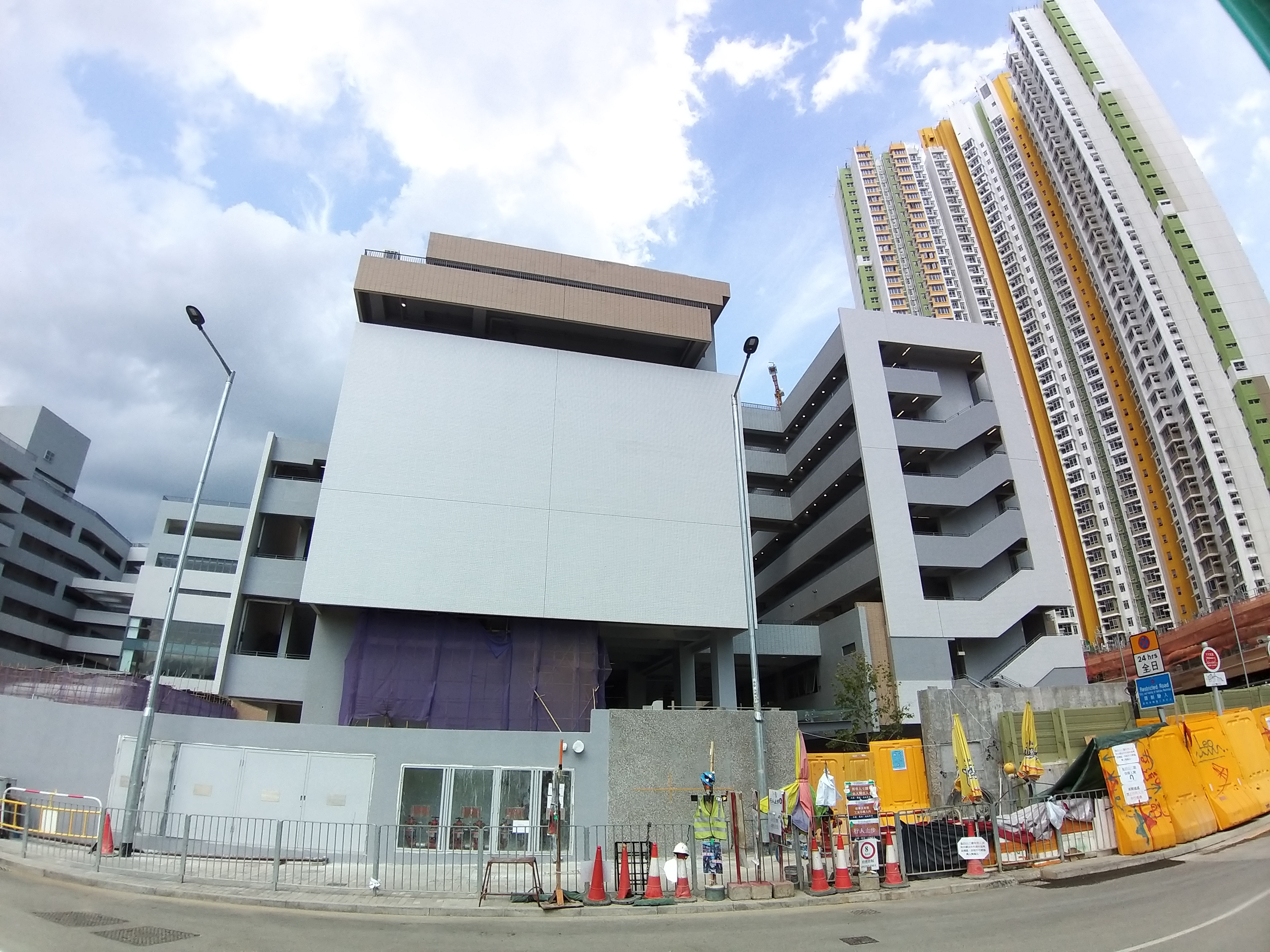
交付前夕，2021年6月
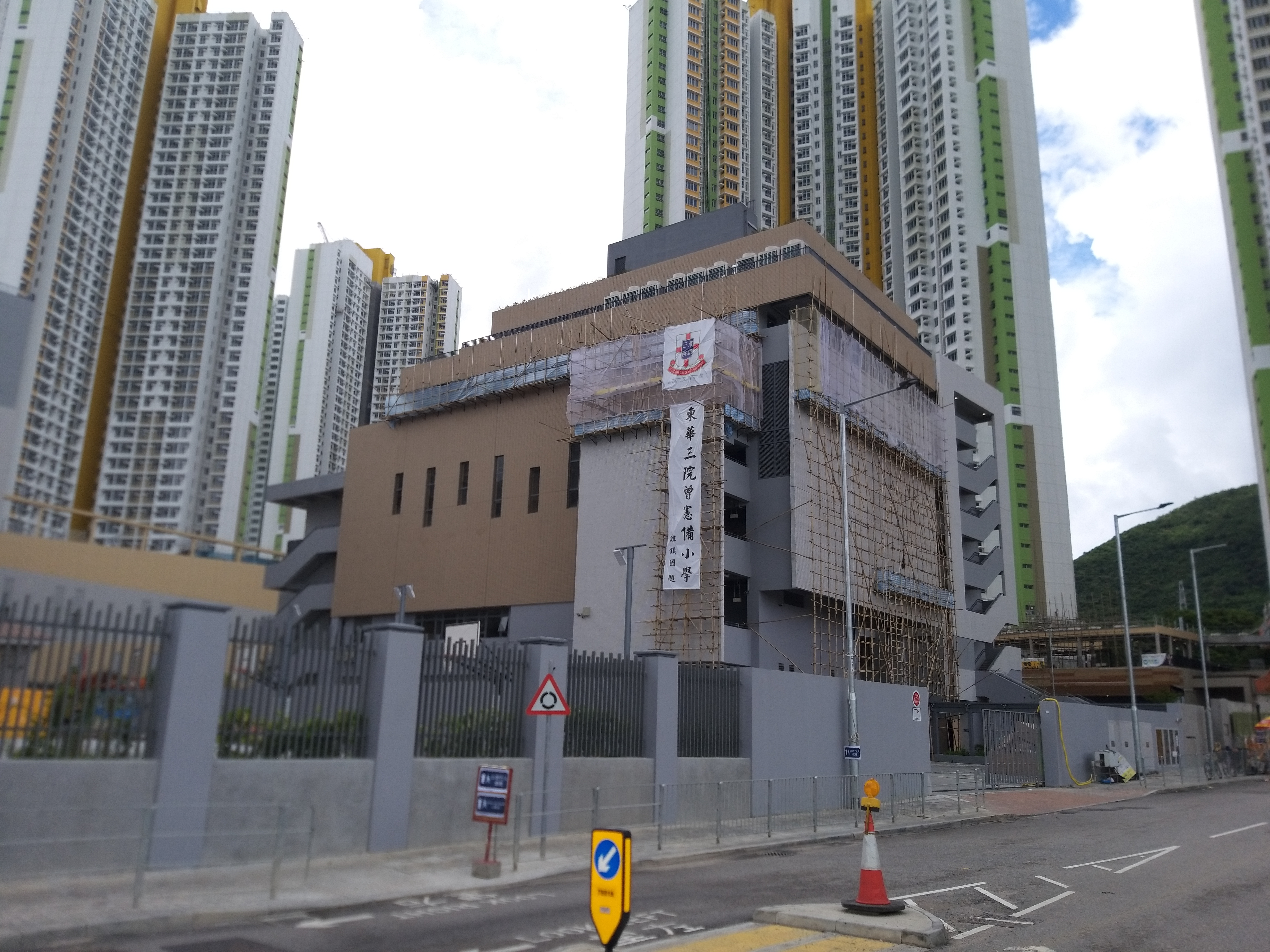
開課首日，2021年9月

## 歷任校長
- 簡俊達先生（2021年起，創校及現任校長，由同系的鶴山學校調任）

## 軼事/事件
- 在此校校舍進行分配時，基督教聖約教會[10]、中華基督教會香港區會[11]、香港五旬節聖潔會[12]及教育評議會亦分別參與競投，但不果。事後，教育評議會執委曹啟樂發文，批評政府分配建校用地制度不公，更不點名指責東華三院在北區已開辦多間中、小學，不應再獲分配新校[13]。於文章刊登一個月後，東華三院時任主席李鋈麟在回應記者提問時，就上述指控作出解釋[14]。

## 外部連結
- 東華三院曾憲備小學官方網站 （页面存档备份，存于）